# François Richardot

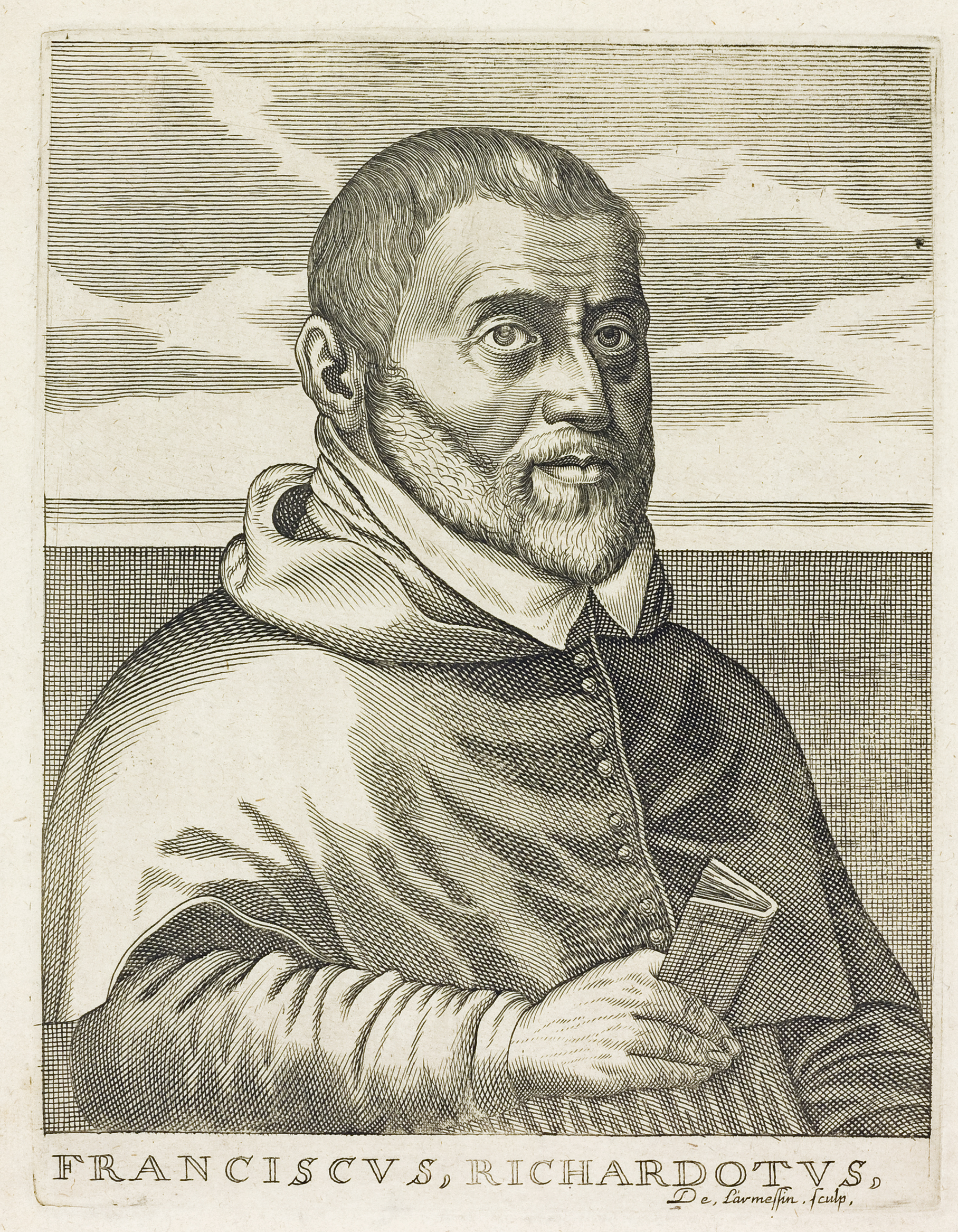
François Richardot

El instructor borgoñés de la orden agustina François Richardot (Morey-Ville-Église, 1507 - Arras, 1574) fue mentor y confesor de Margarita de Parma, hermanastra de Felipe II y gobernadora de los Países Bajos, y uno de los mayores oradores de su tiempo. Estudió en París, donde se doctoró. Fue uno de los eclesiásticos del Franco Condado que hizo carrera en Flandes bajo la protección de la familia Granvela. Fue nombrado obispo de Nicópolis en 1554, y desde 1556 hacía de auxiliar del obispo de Arrás Antonio Perrenot de Granvela como obispo sufragante, siendo nombrado nominalmente para el cargo en 1561 cuando Granvela pasó a ser arzobispo de Malinas.

## Biografía
Nació en 1507, en Morey, en lo que hoy es Haute-Saône, en el Franco Condado. Su padre fue Berthod Richardot, un notable del pueblo, y tuvo cuatro hermanos (Pierre, Nicolas, Jean y Guillaume). Su hermano mayor Pierre sería canónigo y luego oficial de Besançon, Jean abogado y Guillaume fiscal. Los Richardot estaban emparentados con el obispo Philibert de Rye y el diplomático Simon Renard. Junto con su hermano Pierre, estaba vinculado a su amigo el humanista Comtois Gilbert Cousin, parte de cuya correspondencia se ha conservado.
Después de sus estudios ingresó en la orden de los agustinos eremitas de Champütte, en donde hizo un año de noviciado. Sus superiores lo enviaron a París a estudiar filosofía y teología, obteniendo el título de doctor. Ya en 1529, fue enviado como profesor de teología a Toumai para posteriormente ser nuevamente llamado a París. Tiempo después fue eximido de sus votos de claustro y permaneció como sacerdote secular un tiempo en Roma. Posteriormente vivió en la corte ducal de la familia d'Este en Ferrara. Descubierto por la familia Granvela, Richardot pasó a ser profesor en el colegio de Besançon donde formó parte de la administración del obispado local. En 1554 fue consagrado obispo titular de Nicopolis y en 1556 obispo auxiliar de Arras, donde desarrolló una enorme actividad pastoral.
A su gran elocuencia se deben las Oraciones Fúnebres por el Emperador Carlos V leídas en Santa Gúdula de Bruselas el 30 de diciembre de 1558 y las de María Tudor, María de Hungría y Leonor de Francia, realizadas tres días después. Debieron de ser muy del agrado de Felipe II, porque 10 años después también escribiría más adelante las de Isabel de Valois y el infante Don Carlos. Posteriormente fue solicitado para tomar la palabra en otras ceremonias.
Intervino como conciliador en las luchas religiosas de los Países Bajos. En 1562, fundó la universidad de Douai, con la protección de Felipe II y bajo la inspiración del Concilio de Trento. Richardot gozaba de una buena reputación ante las autoridades flamencas y el mismo rey. Era un protegido de la familia Granvela, y gozaba de los favores de la gobernadora Margarita de Parma, así como del duque de Alba, su sucesor. En 1570 se encargó a Richardot el sermón con motivo de la solemne proclamación del Perdón General en la catedral de Amberes, sobre el tema "clemencia del Rey Bueno y Justo", donde Richardot alabó la actuación de Alba, aunque expresando algunos matices sobre las restricciones del Perdón.

## Obras
- François Richardot (1559). Le sermon funèbre, fait devant le Roy, par Messire François Richardot, Evesque de Nicople, & Suffragant d'Arras: Aus Obseques & Funerailles du Trèsgrand, & Trèsvictorieus Empereur Charles Cinquiéme. Celebrées à Bruxelles en la grande Eglise ditte Sainte Gudle. Par lequel est faite, non moins eloquemment, que pieusement, & doctement, ample, & vraie deduction des grandes vertus, magnanimitez, hautes entreprinses, faits heroiques [...], Amberes, C. Plantin.

- Quatre sermons du sacrement de l'autel, faictz et prononcez publicquement à Arras, par Messire Françoys Richardot ... Item ung sermon des images faict à Armentiere par ledict Sieur Evesque, Louvain, Jean Bogart, 1567, 184 p.

- Discours tenu entre Messire Françoys Richardot ... & ung prisonnier, au lieu de Douay, sur aulcuns pricipaux poinctz de la religion. Recuilly & mis au net par ledict Sieur Evesque, Louvain, Jean Bogart, 1568, 128 p.

- La Reigle et guide des curez et vicaires, Bordeaux, Simon Millanges, 1574, 35 p.